# Posada (Sanok)
Posada (dawniej Posada Olchowska) – dzielnica miasta Sanoka.
Jest położona przy drodze krajowej nr 84 w południowo-wschodniej części miasta. Od południa graniczy z wsią Stróże Wielkie, od wschodu z Zahutyniem, od północy przylega do rzeki San.

## Historia

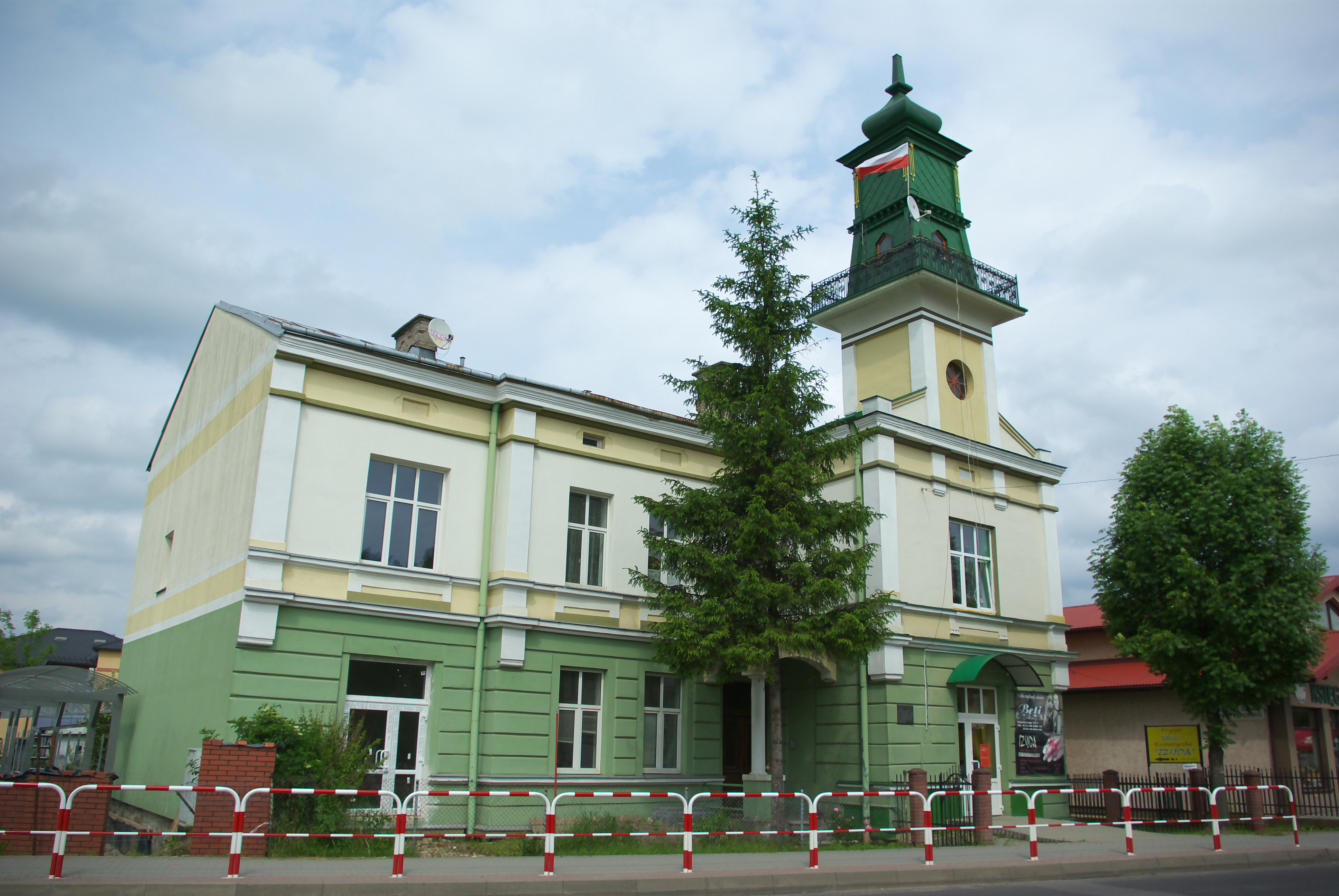
Były dom gminny Posady Olchowskiej

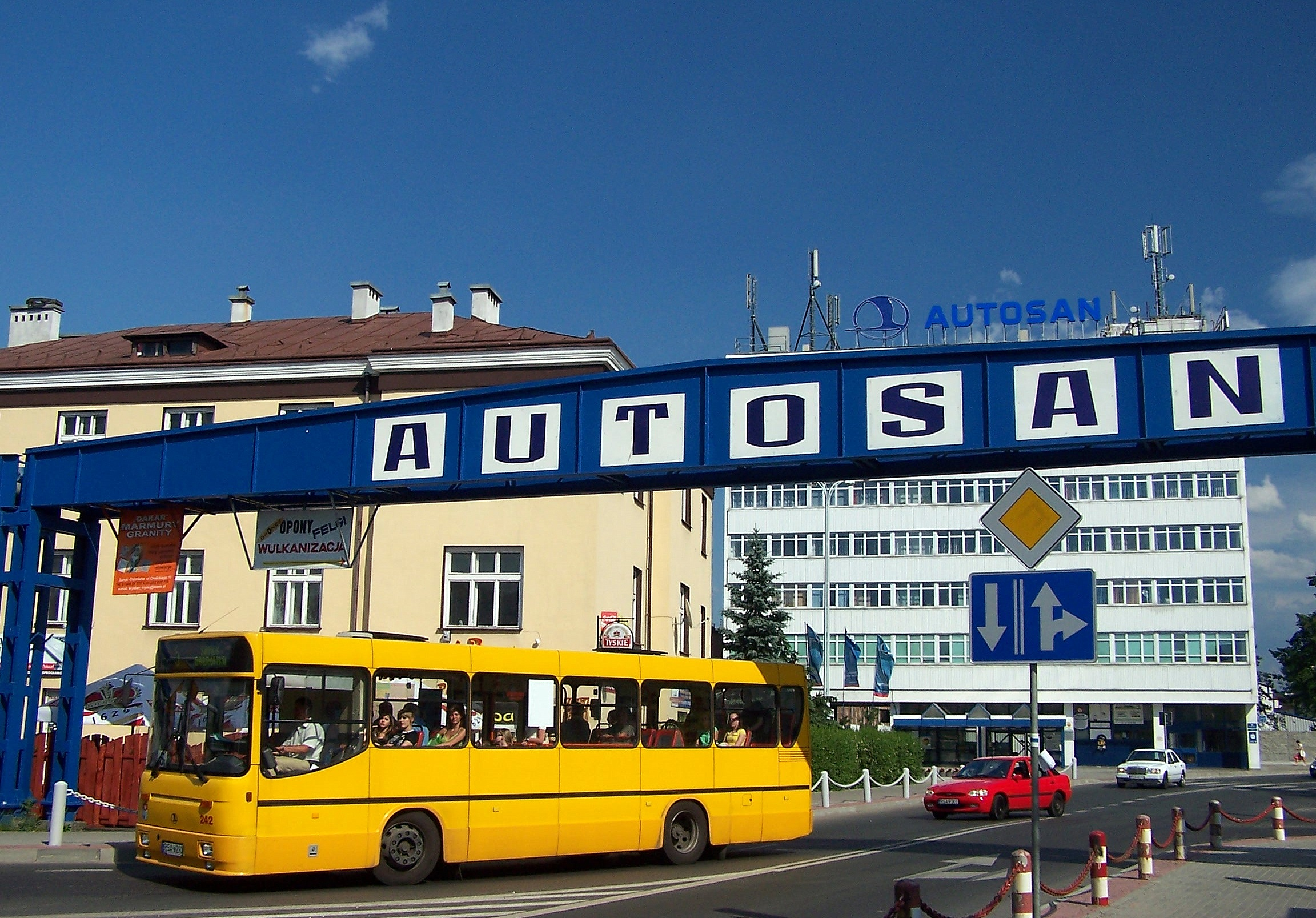
Ulica Lipińskiego i siedziba Autosanu (w tle)

Pierwszy zachowany zapis pochodzi z 1432 jako Possada (zob. Głuchoniemcy). W średniowieczu (XVI wiek) wieś służebna należącą do zamku sanockiego, położona na południowy zachód od miasta. Wówczas była określana jako Posada Sanocka lub Posada (później jako Posada Sanocka określano dzisiejszą dzielnicę Zatorze). Nazwa Posada Olchowska pojawiła się pod koniec XVIII wieku. Pierwotnie wieś rozwinęła się przy obecnej ulicy Kołłątaja („stara droga”) i biegnącym wzdłuż Potokiem Stróżowskim (obecna główna arteria dzielnicy i całego miasta, ulica Kazimierza Lipińskiego, przebiega równolegle obok).
Od 1866 istniała jako oddzielna gminna jednostka administracyjna – Posada Olchowska. Na terenie Posady jeszcze w XIX wieku powstała fabryka pn. Pierwsze Galicyjskie Towarzystwo Akcyjne Budowy Wagonów i Maszyn. W 1900 ludność Posady Olchowskiej liczyła 2645 osób (w tym 2531 Polaków). W 1907 po dwóch latach wybudowano dom gminny.
Podczas działań wojennych w 1915 spaleniu uległa część dzielnicy na tzw. Szklanej Górce. W tym samym Rosjanie zdewastowali również Fabrykę Wagonów, poprzez kradzież maszyn i wywóz materiałów do produkcji. 28 lutego 1925 doprowadzono oświetlenie elektryczne dla mieszkańców Posady.
Stanowisko naczelnika gminy Posada Olchowska sprawował Maciej Kluska od 2 marca 1904 do 20 marca 1931. W 1931 gmina Posada Olchowska przestała istnieć jako samodzielna jednostka, gdyż została wcielona do granic miasta Sanoka (starania w tym celu trwały od 1925). W rozmowach poprzedzających wcielenie uczestniczyły osoby powołane w skład komisji, które miały prowadzić rozmowy w Wydziale Powiatowym. Miasto było reprezentowali burmistrz Sanoka, Tadeusz Malawski, jego zastępca Jan Rajchel oraz wybrani radni (m.in. inż. Wilhelm Szomek, dr Salomon Ramer), zaś Posadę naczelnik gminy Maciej Kluska oraz asesorowie (Juliusz Bruna, Stanisław Zoner) i radni. Przyjmuje się, iż przyłączenia dokonano 24 marca 1931. Przyłączenie zatwierdziło rozporządzenie Rady Ministrów RP o rozszerzenie granic miasta Sanoka, które weszło w życie 1 kwietnia 1931 i prawnie zniosła samoistność Posady Olchowskiej.
15 września 1931 biskup Anatol Nowak konsekrował na Posadzie pierwsza świątynię katolicką pw. Najświętszego Serca Jezusowego. Funkcjonowała również bożnica żydowska której przed 1939 przewodzili Osias Barth i Dawid Herzberg. W 1932 Stowarzyszenie Praca i Życie oddało do użytku Dom Robotniczy (później Zakładowy Dom Kultury).
Pisarz Kalman Segal w swojej powieści pt. Nad dziwną rzeką Sambation, napisanej w 1955 i wydanej w 1957, opisał Posadę określając ją jako dzielnicę robotników i ubóstwa.
Cechą charakterystyczną i znakiem rozpoznawczym opartym na folklorze dawnej podmiejskiej wsi jest pieśń pt. „Sowa na gaju”. Jej melodia jest odtwarzana trzy razy dziennie z budynku domu gminnego.

## Zwyczajowy podział dzielnicy
- Posada, Szklana Górka, Jerozolima, Łany, Czerkiesy
- Osiedla: Robotnicza, Szklana Góra, Jerozolima
- Ulice: Mateusza Beksińskiego, Kolejowa, Stanisława Konarskiego, Macieja Kluski, Dworcowa, Wierzbowa, Stolarska, Zagumna, Wesoła, Nowa, Władysława Reymonta, Rzemieślnicza, Robotnicza, Słoneczna, Kazimierza Lipińskiego, Wolna, Stróżowska, Leszka Kawczyńskiego, Jesienna, Wiosenna, Słoneczna, Wolna.

## Obiekty i zabudowa
- Dom gminny Posady Olchowskiej w Sanoku
- Kościół Najświętszego Serca Pana Jezusa w Sanoku
- Dom Kultury w Sanoku (Posada)
- Ulica Kazimierza Lipińskiego w Sanoku
- Zespół Szkół nr 2 im. Grzegorza z Sanoka w Sanoku
- Zespół Szkół nr 3 im. Walentego Lipińskiego i Mateusza Beksińskiego w Sanoku

Transport i przemysł
- Autosan
- Dworzec autobusowy w Sanoku
- Sanok – stacja kolejowa
- Veolia Transport Bieszczady